# Anthophorinae
Anthophorinae is een onderfamilie van vliesvleugelige insecten in de familie Apidae (bijen en hommels).